# Tombe de John Ludwig
La tombe de John Ludwig est situé à Windhoek, dans la région de Khomas en Namibie. Le site a été classé monument national le 1er mai 1967.